# میفیلد، شهرستان گراند تراورس، میشیگان
میفیلد (به انگلیسی: Mayfield Township) یک منطقهٔ مسکونی در ایالات متحده آمریکا است که در شهرستان گراند تراوس، میشیگان واقع شده‌است.
 میفیلد ۹۳٫۴ کیلومتر مربع مساحت و ۱٬۵۵۰ نفر جمعیت دارد و ۳۳۴ متر بالاتر از سطح دریا واقع شده‌است.